# 778 Theobalda
Theobalda (asteroide 778) é um asteroide da cintura principal com um diâmetro de 64,06 quilómetros, a 2,4250753 UA. Possui uma excentricidade de 0,2434865 e um período orbital de 2 096,33 dias (5,74 anos).
Theobalda tem uma velocidade orbital média de 16,63559939 km/s e uma inclinação de 13,57196º.
Este asteroide foi descoberto em 25 de Janeiro de 1914 por Franz Kaiser.